# Cy Twombly
Cy Twombly (Lexington, 25 april 1928 – Rome, 5 juli 2011) was een Amerikaanse schilder, beeldhouwer en fotograaf. Hij is een belangrijk vertegenwoordiger van het abstract-expressionisme.

## Leven en werk

Plafond door Cy Twombly geïnstalleerd in 2010 in de "Salle des Bronzes" in het Louvre

Edwin Parker Twombly Jr. nam op twaalfjarige leeftijd schilderles van de Spaanse schilder Pierre Daura, een oud-leerling van Pablo Picasso die bij het uitbreken van de Tweede Wereldoorlog naar de Verenigde Staten was uitgeweken. Hij studeerde in 1948 aan de School of the Museum of Fine Arts in Boston en toonde bijzondere belangstelling voor Dada en Surrealisme, daarna ging hij voor een jaar naar de Washington and Lee University in Lexington. Van 1950 tot 1951 volgde hij lessen aan de Art Students League of New York, waar hij in contact kwam met Robert Rauschenberg die hem aanmoedigde te gaan studeren aan het Black Mountain College in Asheville, North Carolina. Van 1951 tot 1952 kreeg hij daar onderricht van onder anderen Franz Kline, Robert Motherwell en Ben Shahn en hij ontmoette er John Cage.
Twombly's eerste solo-expositie werd in 1951 georganiseerd door de Kootz Gallery in New York. In 1952 kreeg hij een beurs van het Virginia Museum of Fine Arts in Richmond, waardoor hij in staat was, in gezelschap van Rauschenberg, naar Marokko, Spanje en Frankrijk te reizen. Gedurende de rest van 1952 verbleef hij in Rome, de stad waar hij steeds terug zou keren.
In 1953 keerde hij huiswaarts om dienst te nemen als cryptoloog in het leger. Deze bezigheid liet een duidelijk spoor na in zijn verdere artistieke carrière. Zijn schilderwerken gedurende de vijftiger en zestiger jaren werden sterk beïnvloed door kalligrafie en waren een voorbode van de graffiti. Van 1955 tot 1959 werkte hij in New York, waar hij prominent aanwezig was binnen de kunstenaarsgroep waarvan ook Robert Rauschenberg en Jasper Johns deel uitmaakten. In 1959 ging Twombly wederom naar Italië en hij vestigde zich blijvend in Rome. Gedurende deze periode begon hij zijn eerste abstracte beeldhouwwerk te creëren. Hij schilderde zijn sculpturen altijd wit, ongeacht de vorm en het gebruikte materiaal. Later zou hij dit zijn marmeren beelden noemen. In Italië begon hij grotere werken te maken en distantieerde hij zich van zijn eerdere expressionistische beeldtaal. 
Twombly werkte in zijn schilderijen veel met geschreven tekst en werd zo een voorbeeld voor de latere graffitikunstenaars, zoals Jean-Michel Basquiat.
De kunstenaar overleed op 5 juli 2011 op 83-jarige leeftijd in Rome aan kanker.

## Collecties en exposities
Twombly werd uitgenodigd voor de Biënnale van Venetië van 1965. In 1968 werd een eerste retrospectieve tentoonstelling georganiseerd door het Milwaukee Art Center. Latere overzichtstentoonstellingen vonden plaats in het  Kunsthaus Zürich in 1987, het Musée National d'Art Moderne (Parijs) in 1988 en in het Museum of Modern Art (New York) in 1994. In 1989 was hij wederom uitgenodigd voor Venetië, waar hij zijn suite green paintings toonde. In 2001 won hij aldaar de Gouden Leeuw.
Grote collecties van Twombly's werk bevinden zich in het Museum Brandhorst en de Pinakothek der Moderne, beide in München. Cy Twombly's werk werd in 2008 tentoongesteld in Tate Modern in Londen. Twombly woonde afwisselend in Lexington (Virginia) en in Italië.

### Cy Twombly Gallery
In Houston, Texas werd in 1995, als onderdeel van de Menil Collection, de door architect Renzo Piano ontworpen Cy Twombly Gallery geopend, waar meer dan dertig schilderijen, sculpturen en werken op papier worden tentoongesteld uit de periode 1953-1994. In 2000 presenteerden de Menil Collection en het Kunstmuseum Basel de expositie: Cy Twombly: The Sculpture en in 2005 de Menil Collection en het Museum of Modern Art in New York de expositie Cy Twombly: Fifty Years of Works on Paper.